# 周人
周人，上古人群，被稱為周族、周部落、周部族，是黄帝部落的後裔之一，活動於今中國陝西一帶，其領導階層為姬姓。周人曾為殷商的附庸，後攻打商朝，建立周朝，是漢族先民的一支。

## 歷史
在傳說中，周人始於帝嚳的元妃有邰氏之女姜嫄，她踩踏巨人足跡後，懷孕生下棄，成為周人始祖。在帝舜時，棄作后稷，為農官，封於邰（可能位於今中國陕西省咸陽市武功縣），為姬姓，建立自己的部落。棄還是個孩子時，就高大勇武，有巨人之志。他做遊戲，喜歡的是栽麻種豆，種下去的麻、豆都長得茁壯茂盛。等他長大成人，也就愛上種莊稼，能根據土地的栽培特性，選擇適宜的穀物加以種植培養，人民都仿效他。帝堯聽說了，便舉用棄為農師，天下的人都蒙受其惠，有功勞。帝舜說：「棄，百姓們當初忍飢挨餓，全靠你這個后稷播種各種穀物。」所以封棄於邰，號稱后稷，另外得姓為姬氏。后稷的出名，全在陶唐、虞、夏幾代之間，歷任者都很有美德 。
夏朝末年，其首領公劉喪失后稷官位，率部落遷到豳（今陝西省彬縣），受到北狄、西戎等部落的侵擾，歷經遷徙，在古公亶父時，遷居至岐山下的周原（岐周），以地為名，稱周人。「周」字 （页面存档备份，存于）最初寫法是：上田下口，上下合成，後來演變為「周」字。
周人經常自稱「有夏」或「時夏」。 目前中國可信文獻中，最早出現「華夏」二字並稱的，是《尚書·武成》：「華夏蠻貊，罔不率俾」，《偽孔傳》將其解釋為「冕服采裝曰華，大國曰夏」。《左傳·定公十年》「裔不謀夏，夷不亂華」。《春秋左傳正義》：「中國有禮儀之大，故稱夏；有服章之美，謂之華。」意即因周朝是禮儀之邦，故稱「夏」，「夏」有高雅的意思；周朝人的服飾很美，故作「華」。

## 學術爭議
中華民國學者錢穆主張，周人為夏后氏之後，與夏人及商人皆為同一民族。學者徐中舒主張，周人為夏人之後，但與商人為不同民族。丁山將這個學說發展為夏商周三代皆為不同民族。
學者傅斯年認為，周人源自姜嫄，是由古代姜姓部落分支出來的，學者王吉林、管東青等人皆支持這個說法。
中華民國學者岑仲勉認為周人與西戎為同一種族。中華人民共和國學者楊寬認為，周人為西戎，原本為姜戎。學者劉寶才也主張西戎與西周為同一種族。
中華人民共和國學者林甘泉認為，周人的血統來自西戎、北狄，可能源自西羌，但在文獻上將「出於戎狄」修飾為「竄於戎狄」，解釋其先祖的戎狄成份是沾染而來，而不是本身就是戎狄
中華人民共和國學者方漢文等，認為原始漢族主體是源自東夷。